# Glasgow Media Group
Glasgow Media Group (též nazývaná jako Glasgow University Media Group nebo zkráceně GUMG) je skupina analytiků médií, kteří v roce 1974 vznikli na půdě Univerzity v Glasgow. Šlo o průkopníky analýzy televizních zpráv, konkrétně vyváženost, neutralita a objektivita v BBC a ITN. Mezi členy patřili například Brian Winston, Greg Philo and John Eldridge. Své výzkumy publikovali v sérii, první se nazývá Bad News (1976), další More Bad News (1980) a poslední Really Bad News (1982). V analýzách došli k závěru, že média jsou zaujatá a straní silnějším vrstvám společnosti (příklady uváděny například vzorově u problematiky se Severním Irskem či s uprchlíky).